# آدریان تروفرت
آدریان تروفرت (انگلیسی: Adrien Truffert؛ زادهٔ ۲۰ نوامبر ۲۰۰۱) بازیکن فوتبال اهل فرانسه است.
وی همچنین در تیم‌های ملی فوتبال زیر ۱۸ سال فرانسه، زیر ۱۹ سال فرانسه، و زیر ۲۱ سال فرانسه بازی کرده‌است.